# Alonso Correa
Alonso Correa (Lima, 3 de enero de 1998) es un surfista peruano, que clasificó a los Juegos Olímpicos de 2024.
En 2015, el peruano ganó el oro en el Open Masculino durante los Juegos Panamericanos de Surf 2015, cuando tenía 17 años.Dos años después, volvió a ganar la de oro en la misma prueba en los Juegos Panamericanos de Surf de 2017, y al siguiente año, el bronce en los Juegos Panamericanos de Surf 2018.
No logró clasificar a los Juegos Olímpicos de Verano de 2020 durante los ISA World Surfing Games 2021, pero ganó el oro con el equipo peruano durante los ISA World Surfing Games de 2023. Se clasificó para los Juegos Olímpicos de Verano de 2024 durante los ISA World Surfing Games 2024.En París 2024, el surfista nacional se quedó con el cuarto lugar en la clasificación general.